# モデル・ロケットリー
『モデル・ロケットリー』(Model Rocketry)は、1968年10月から1972年2月まで刊行されていた、アメリカ合衆国のモデルロケットに関する趣味雑誌である。編集者兼出版者はジョージ・J・フリン(George J. Flynn)、編集主管はゴードン・K・マンデル(Gordon K. Mandell)だった。この雑誌は、創設スタッフのフリン、マンデルらやその家族が出資するモデル・ロケットリー社が発行していた。発行部数は1970年までに15,000部に達した。
1957年のスプートニク1号打ち上げから始まる宇宙開発競争により、モデルロケットは人気のある趣味となった。『モデル・ロケットリー』誌が創刊されたのは、アポロ計画の最中の、モデルロケットの人気が最高潮の時期だった。各記事は、モデルロケットの構築の計画や説明だった。当時のモデルロケットは、一般的に、エステス インダストリーズなどが製造した、黒色火薬によるロケットエンジンで動いていた。ロケットの理論などの技術的な記事もあった。1969年10月からは、飛行パラメータを計算するためのFORTRANによるプログラミングの記事も連載された。また、モデルロケットクラブによる打ち上げ大会やコンテストも取り上げていた。
1969年8月から廃刊までは、全米モデルロケット協会の公式雑誌である『The Model Rocketeer』を編入していた。

## MITS社

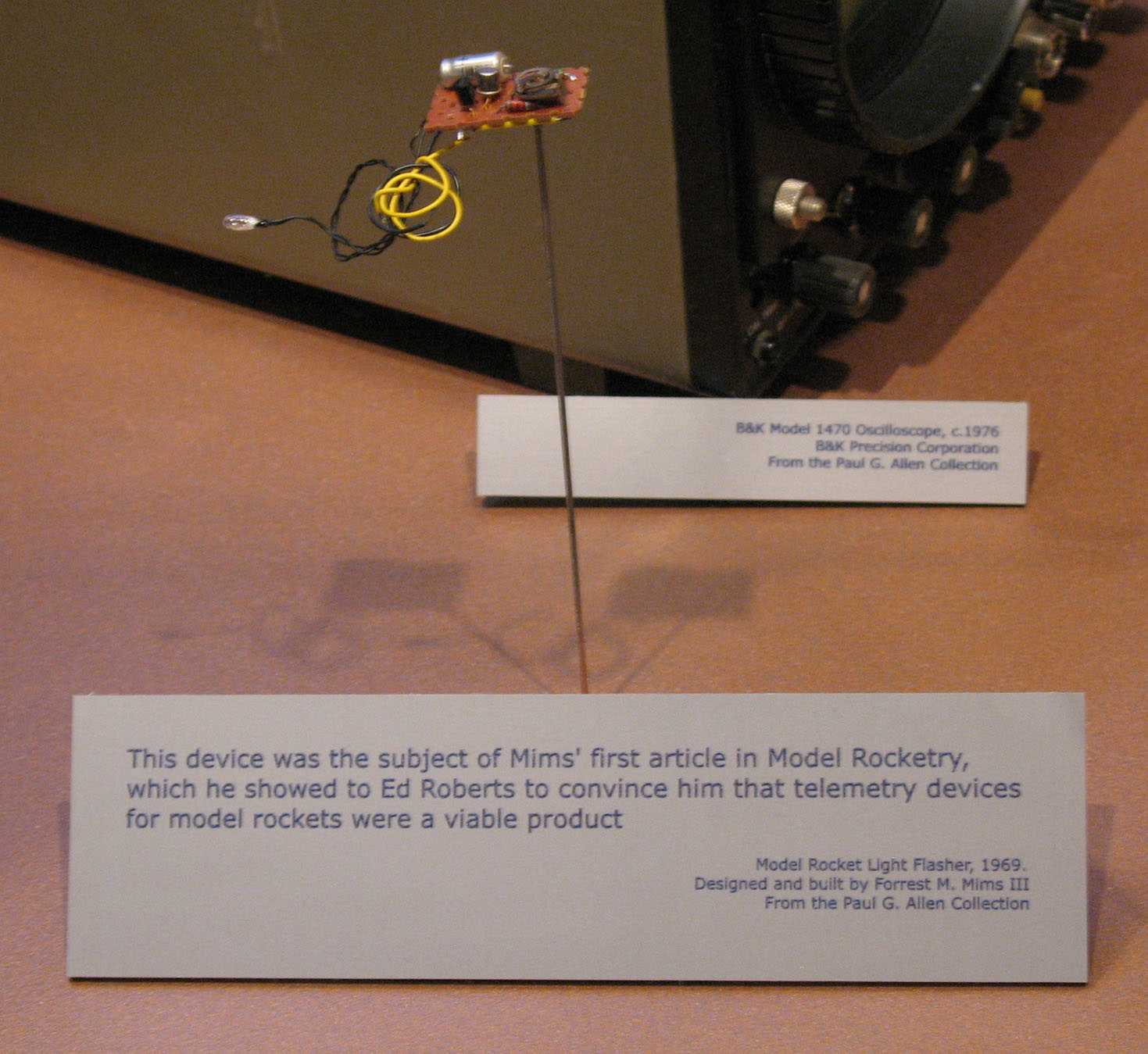
トランジスタを使用した追跡灯

1969年7月、発行者のジョージ・フリンは、イースタン・ニューメキシコ大学で開催された南西部モデルロケット・カンファレンスに出席した。そこで彼は、アルバカーキ・モデルロケット・クラブの上級顧問であるフォレスト・ミムズに会った。ミムズは、夜間打ち上げ時用のトランジスタ化された追跡灯や、赤外線発光ダイオード(LED)を使用したデータ通信機についてフリンに話した。そこでフリンは、その追跡灯についての記事の執筆をミムズに依頼し、1969年9月号に掲載された。
ミムズはニューメキシコ州アルバカーキのカートランド空軍基地の兵器研究所に所属し、エド・ロバーツと同僚だった。彼らは、追跡灯などのモデルロケット用の電子キットを販売する会社を設立することを決めた。ミムズ、ロバーツと他の2人の同僚は、1969年後半にMicro Instrumentation and Telemetry Systems(MITS)を設立した。MITS社の設立を発表するプレスリリースは、『モデル・ロケットリー』1969年12月号に掲載された。1975年1月、MITS社はパーソナルコンピュータ・Altair 8800を発売し、パーソナルコンピュータ革命が始まった。ビル・ゲイツとポール・アレンは1975年にAltair BASICを作成し、アルバカーキでマイクロソフトを立ち上げた。
ニューメキシコ自然史科学博物館の「STARTUP: Albuquerque and the Personal Computer Revolution」（スタートアップ: アルバカーキとパーソナルコンピュータ革命）展では、数部の『モデル・ロケットリー』誌と追跡灯の試作品が展示された。ミムズは、MITS社の電卓・Model 816、Altair 8800、初期のMITS社関連の文書、モデルロケットのテレメトリーキットを国立アメリカ歴史博物館に寄贈した。